# Maurice Smith
Maurice Leon Hugh Smith (Spanish Town, 28 settembre 1980) è un multiplista giamaicano.
In carriera vanta una medaglia d'argento vinta nel decathlon ai Mondiali di Osaka 2007.

## Biografia
Oltre all'argento mondiale vanta tre medaglie d'oro vinte ai Giochi panamericani, ai Giochi centramericani e caraibici ed ai Campionati centroamericani e caraibici. Ha conquistato anche un argento ai Giochi del Commonwealth ed un 3º posto raggiunto all'Hypo-Meeting di Götzis nel 2006.
Ha chiuso al 14º e 9º posto le sue due partecipazioni olimpiche di Atene 2004 e Pechino 2008.

## Palmarès
| Anno | Manifestazione          | Sede                | Evento    | Risultato | Prestazione | Note                  |
| ---- | ----------------------- | ------------------- | --------- | --------- | ----------- | --------------------- |
| 2001 | Campionati CAC          | Città del Guatemala | Decathlon | Oro       | 7 755 p.    |                       |
| 2004 | Giochi olimpici         | Atene               | Decathlon | 14º       | 8 023 p.    |                       |
| 2005 | Mondiali                | Helsinki            | Decathlon | dnf       | dnf         |                       |
| 2006 | Giochi del Commonwealth | Melbourne           | Decathlon | Argento   | 8 026 p.    |                       |
| 2007 | Giochi panamericani     | Rio de Janeiro      | Decathlon | Oro       | 8 278 p.    | Record dei campionati |
| 2007 | Mondiali                | Osaka               | Decathlon | Argento   | 8 644 p.    | Record nazionale      |
| 2008 | Giochi olimpici         | Pechino             | Decathlon | 8º        | 8 205 p.    |                       |
| 2009 | Mondiali                | Berlino             | Decathlon | dnf       | dnf         |                       |
| 2010 | Giochi CAC              | Mayagüez            | Decathlon | Oro       | 8 109 p.    |                       |
| 2011 | Mondiali                | Taegu               | Decathlon | dnf       | dnf         |                       |
| 2011 | Giochi panamericani     | Guadalajara         | Decathlon | Argento   | 8 214 p.    |                       |